# Noita (відеогра)
Noita — це roguelike гра в жанрах пісочниця і бойовик, розроблена та випущена фінською студією Nolla Games для Microsoft Windows.
24 вересня 2019 гра була випущена у ранній доступ.

## Ігровий процес
Гравець грає за відьму, яка на початку гри має два посохи, яким можна використовувати різні магії, та колбу з випадковою рідиною. Світ у грі розділений на багато секторів. Сектори генеруються випадково. У кожному секторі можна знайти інші посохи, колби та випадкові предмети. Кожен сектор налічує унікальних противників які намагатимуться вбити гравця. Також за необережності гравець сам може себе вбити магією. Після смерті гравця гра починається з початку.